# Andrzejów (powiat de Sochaczew)
Pour les articles homonymes, voir Andrzejów.
Andrzejów  [anˈdʐɛjuf] est un village polonais de la gmina de Brochów dans le powiat de Sochaczew et dans la voïvodie de Mazovie.